# Superfície
Uma superfície é uma variedade de dimensão 2.

## Classificação das superfícies

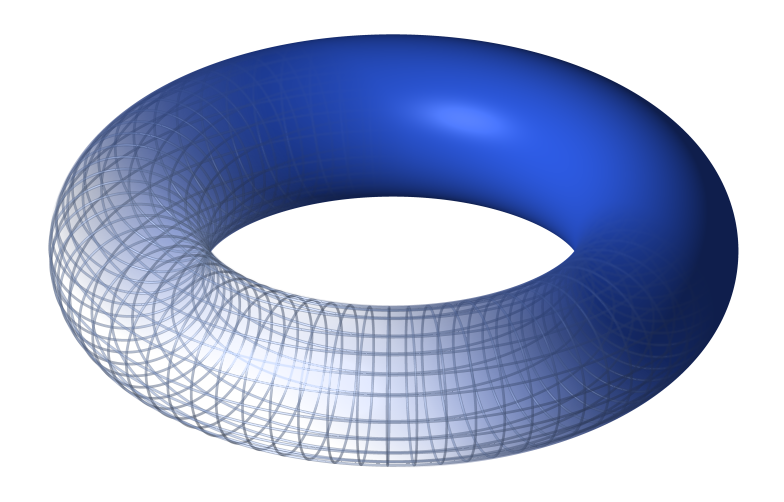
Um toro é uma esfera com uma ansa.

Qualquer superfície é de um dos tipos seguintes:
- uma esfera à qual foram coladas {\displaystyle g} ansas;
- uma esfera à qual foram colados {\displaystyle g} planos projectivos.

Ao número g chama-se o género da superfície. No primeiro caso, a superfície é orientável e no segundo a superfície é não orientável.
A característica de Euler da superfície é dada no primeiro caso por {\displaystyle \chi =2-2g} e no segundo por {\displaystyle \chi =2-g.}

## Superfícies descritas por funções
Se z = f(x,y), e se x e y são variáveis independentes, então a plotagem cartesiana de x contra y contra z irá resultar em uma superfície aberta, que se extende por todo o domínio e imagem da função. A área de um trecho dessa superfície que esteja contido num retângulo dado por x1, x2, y1 e y2 pode ser determinada através do seguinte método: a cada ponto (x, y, f(x,y)) da superfície, pode ser associado um vetor r = <x,y,f(x,y)>. Se a superfície for cortada por infinitos planos de x constante e y constante, infinitamente próximos uns dos outros, então cada pedaço infinitesimal de superfície poderá ser muito bem aproximado por um paralelogramo de lados infinitesimais. Os quatro cantos desse paralelogramo podem ser associados aos vetores r1 = <x, y, f(x,y)>, r2 = <x + dx,y,f(x + dx,y)>, r3 = <x,y + dy,f(x,y + dy)> e r4 = <x + dx,y + dy,f(x + dx,y + dy)>. Ora, é bem sabido que se os lados de um paralelogramo são descritos por vetores, então o produto vetorial deles terá módulo igual à área do paralelogramo. Os vetores associáveis aos lados do paralelogramo são as diferenças entre os vetores associáveis a seus vértices, ou seja, teremos lados L1 = r2 - r1 e L2 = r3 - r1; assim sendo:
{\displaystyle L1=<dx,0,f(x+dx,y)-f(x,y)>}
{\displaystyle L2=<0,dy,f(x,y+dy)-f(x,y)>}
Ou, alternativamente,
{\displaystyle L1=<1,0,{f(x+dx,y)-f(x,y) \over dx}>dx}
{\displaystyle L2=<0,1,{f(x,y+dy)-f(x,y) \over dy}>dy}
Mas isso recai na definição de derivada parcial, tal que
{\displaystyle L1=<1,0,f_{x}>dx}
{\displaystyle L2=<0,1,f_{y}>dy}
Como já foi dito, a área do paralelogramo infinitesimal será dada pelo módulo do produto vetorial de L1 por L2:
{\displaystyle a=||L1xL2||=||<1,0,f_{x}>dx\times <0,1,f_{y}>dy||}
{\displaystyle a=||<-f_{x},-f_{y},1>||dxdy}
{\displaystyle a={\sqrt {f_{x}^{2}+f_{y}^{2}+1}}dxdy}
E a área de toda a porção da superfície que está contida nesse intervalo nada mais será que o somatório de todas as áreas infinitesimais:
{\displaystyle A=\sum a=\int \limits _{y_{1}}^{y_{2}}\int \limits _{x_{1}}^{x_{2}}{\sqrt {f_{x}^{2}+f_{y}^{2}+1}}dxdy}

## Superfícies descritas parametricamente
Alternativamente, uma superfície pode ser descrita plotando-se não uma, mas três funções de duas variáveis independentes cada umas contra as outras, igualando-se os eixos x, y e z cada um a uma função. Como as letras x, y e z já estão sendo usadas para nomear os eixos coordenados, as variáveis de entrada independentes comuns às três funções costumam ser chamadas de u e v; desta forma, x = f(u,v), y = g(u,v) e z = h(u,v), tal que a superfície plotada é o lugar geométrico dos pontos (x,y,z) = (f,g,h).

## Fluxos de campos vetoriais através de superfícies
O fluxo de um campo vetorial F através de uma superfície s é definido como:
{\displaystyle \iint F\cdot NdS}
Onde N é o vetor normal à superfície S em todo ponto, orientado para fora.
O fluxo pode também ser definido como :
{\displaystyle \pm \iint F\cdot \nabla GdS}
Onde G é a curva de nível da superfície parametrizada em z=0; porém essa integral sempre resultará em um valor positivo, e por isso o sinal deve ser obtido pela análise de se o campo vetorial está entrando ou saindo da superfície; e dA é tal que .
Na realidade, estes fluxos podem também ser calculados pelo Teorema da Divergência de Gauss, que dá o fluxo de um campo vetorial através de uma superfície fechada em função do volume que ela contém. Este teorema pode ser enunciado como:
{\displaystyle \iint F\cdot NdS=\iiint \nabla FdV}
Este teorema é particularmente útil pois superfícies fechadas podem ser expressas de forma paramétrica, mas não na forma de funções, o que pode complicar os cálculos.
Outro teorema útil para o cálculo fluxos através de superfícies é o Teorema de Stokes, que ao contrário do Teorema de Gauss, descreve o fluxo através de uma superfície necessariamente aberta, em função da curva r fechado que a limita. Este teorema pode ser enunciado como:
{\displaystyle \iint F\cdot dr=\iint \nabla F\times NdS}
O Teorema de Stokes pode ser interpretado da seguinte forma: o fluxo de uma força através de uma superfície aberta será igual ao trabalho que essa forca realiza para deslocar uma partícula pela curva que limita essa superfície; logo, o mesmo fluxo (ou o mesmo trabalho) será realizado por essa forca através de qualquer superfície aberta que seja limitada pela mesma curva fechada. Adicionalmente, dado que essa curva será sempre fechada e que o caminho teórico dessa partícula sempre vai começar e terminar no mesmo ponto, então o teorema de Stokes nos permite afirmar que o fluxo de um campo vetorial conservativo através de uma superfície aberta será sempre igual a zero.
O principal exemplo de aplicação desse conceito são as Equações de Maxwell, em especial as Leis de Gauss para campo elétrico e campo magnético. A Lei de Gauss do campo elétrico tem por objetivo dar o fluxo de campo elétrico através de uma superfície que contenha carga elétrica liquida, e é descrita por:
{\displaystyle \int E\cdot dA={q \over \varepsilon }}
Sendo E o campo, q a carga liquida contida na superfície e  a permissividade elétrica do meio. Já Lei de Gauss para o campo magnético tem por objetivo calcular o fluxo de campo magnético através de uma superfície que contenha carga magnética liquida. Essa equação é geralmente representada por:
{\displaystyle \int B\cdot dA=0}
Sendo B o campo magnético. A integral é geralmente representada como sendo nula, dado que durante a maior parte da história não se conhecia nenhum monopolo magnético (a partícula única capaz de emanar campo magnético), sento todo o campo magnético conhecido até então gerado por cargas elétricas em movimento.
Outra aplicação possível destes teoremas é a equação da variação de entropia em um volume de controle (ou sistema aberto). Esta pode ser descrita por:
{\displaystyle \bigtriangleup S=\iint {dQ \over T}+\sigma =\iint Q*{dA \over T}+\sigma }
Onde S é a entropia do sistema Q é o calor líquido que o sistema troca com o meio, T é a temperatura, e  é a produção de entropia e Q* é o calor trocado por unidade de área. Isso pode ser interpretado como somatório o calor trocado por cada porção infinitesimal da área de fronteira do volume de controle dividido pela temperatura naquele ponto, sempre somado ao termo de produção. Se tivermos um sistema isolado, isto é, que não troca entropia como seu meio, apenas calor, então o termo de produção será sempre necessariamente positivo dado que a entropia pode ser criada mas jamais destruída, logo para tornar a equação verdadeira o fluxo de calor deverá ser sempre negativo; então um sistema isolado dessa forma sempre absorve mais calor do que ele rejeita.